# Oaxaca (1941)
Oaxaca es el nombre de un barco carguero mexicano de 6200 t, llamado así en honor al estado mexicano del mismo nombre, denominado anteriormente Hamelin. Fue incautado a la compañía naviera alemana Norddeutscher Lloyd, bajo el recurso internacional del derecho de angaria aduciendo la afectación del tráfico comercial que se había causado a México a consecuencia de la guerra.
En los meses de mayo y junio de 1942, previo al ataque al Oaxaca, los petroleros mexicanos Potrero del Llano, Faja de Oro, Túxpam y Las Choapas fueron hundidos por submarinos nazis lo que había orillado al ingreso de México en la Guerra Mundial.

## Hundimiento

Mapa que muestra los lugares donde fueron hundidos 6 buques de bandera mexicana por submarinos alemanes en 1942 y el Juan Casiano que se hundió por colisión contra un barco escolta durante una tormenta en 1944.

Transportaba azúcar sin refinar, piña, maquinaria pesada, postes telegráficos de madera, y el menaje de casa del cónsul mexicano en La Habana. Formaba parte de un convoy de 11 barcos escoltados por un destructor estadounidense y 4 lanchas torpederas. Ancló en Nueva Orleans para descargar el azúcar y la piña, reparó algunas averías y zarpó rumbo a Tampico bajo el mando del capitán Francisco Rodríguez Reybell. 
Fue atacado el 27 de julio de 1942 a las 4:28 horas, a la altura de Mata Gorda Island, Texas a los 28°23′N 96°08′O / 28.383, -96.133 por el submarino alemán U-171 tipo IX C comandado por el Kapitänleutnant Günther Pfeffer usando un torpedo que golpeó la proa por la banda de babor. De 46 tripulantes, murieron 6 en el cumplimiento de su deber: Timonel Simón Rodríguez; Guardián Carlos Maldonado C.; Marinero Carlos Benzunza C.; Carpintero Gilberto Lizán Camacho; Fogoneros de limpieza José Núñez Ortíz y Gregorio Bravo Ramírez.
El 4 de septiembre de 1942 el U-171 también hundiría al buque petrolero Amatlán, del cual fallecieron 5 marinos.

## Destino del U-171
El U-Boot germano se hundió a las 13:00 horas del 9 de octubre de 1942 en el Golfo de Vizcaya, cerca de Lorient, Francia, en la posición47°39′N 03°34′O / 47.650, -3.567, por minas marinas. Hubo 22 muertos y 30 supervivientes, incluido el comandante Pfeffer (1914-1966).

## Buques mexicanos hundidos por U-Boote alemanes
| Buques mexicanos |                   |                         |        |                                  |
| N.º              | Buque             | Fecha del ataque        | U-Boot | Comandante                       |
| 1                | Potrero del Llano | 13 de mayo de 1942      | U-564  | Oberleutnant Reinhard Suhren     |
| 2                | Faja de Oro       | 20 de mayo de 1942      | U-106  | Kapitänleutnant Hermann Rasch    |
| 3                | Túxpam            | 26 de junio de 1942     | U-129  | Kapitänleutnant Hans-Ludwig Witt |
| 4                | Las Choapas       | 27 de junio de 1942     | U-129  | Kapitänleutnant Hans-Ludwig Witt |
| 5                | Oaxaca            | 27 de julio de 1942     | U-171  | Kapitänleutnant Günther Pfeffer  |
| 6                | Amatlán           | 4 de septiembre de 1942 | U-171  | Kapitänleutnant Günther Pfeffer  |